# کتوبا

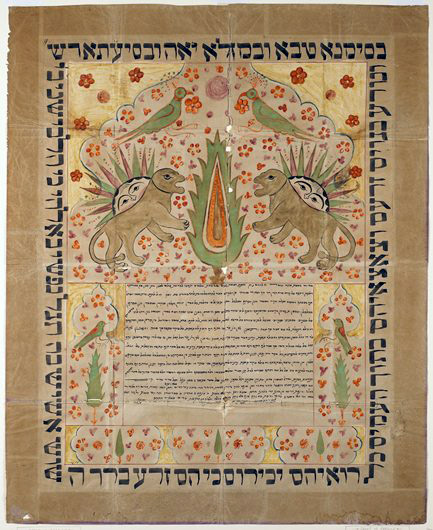
کتوبایی برای یک مراسم ازدواج در اصفهان به تاریخ ۴ آوریل ۱۸۷۹

کتوبا (به عبری: כתובה) در آیین یهود به صیغه‌نامه یهودیان که به صورت مکتوب است و پیش از ازدواج زوجین مکتوب می‌شود و پیرامون تعهدها و مسئولیت‌های داماد نسبت به همسر آینده خویش و اختیاراتی برای همسر در زمان مسافرت یا طلاق یا شرکت شوهر در جنگ یا ازدواج مجدد شوهر، چهارچوب‌ها و حدودی را تعیین می‌کند. امروزه استفاده از کتوبا منسوخ شده است و دادگاه‌های یهودی در اینگونه مناسبت‌ها تعیین تکلیف می‌کنند.

## نگارخانه

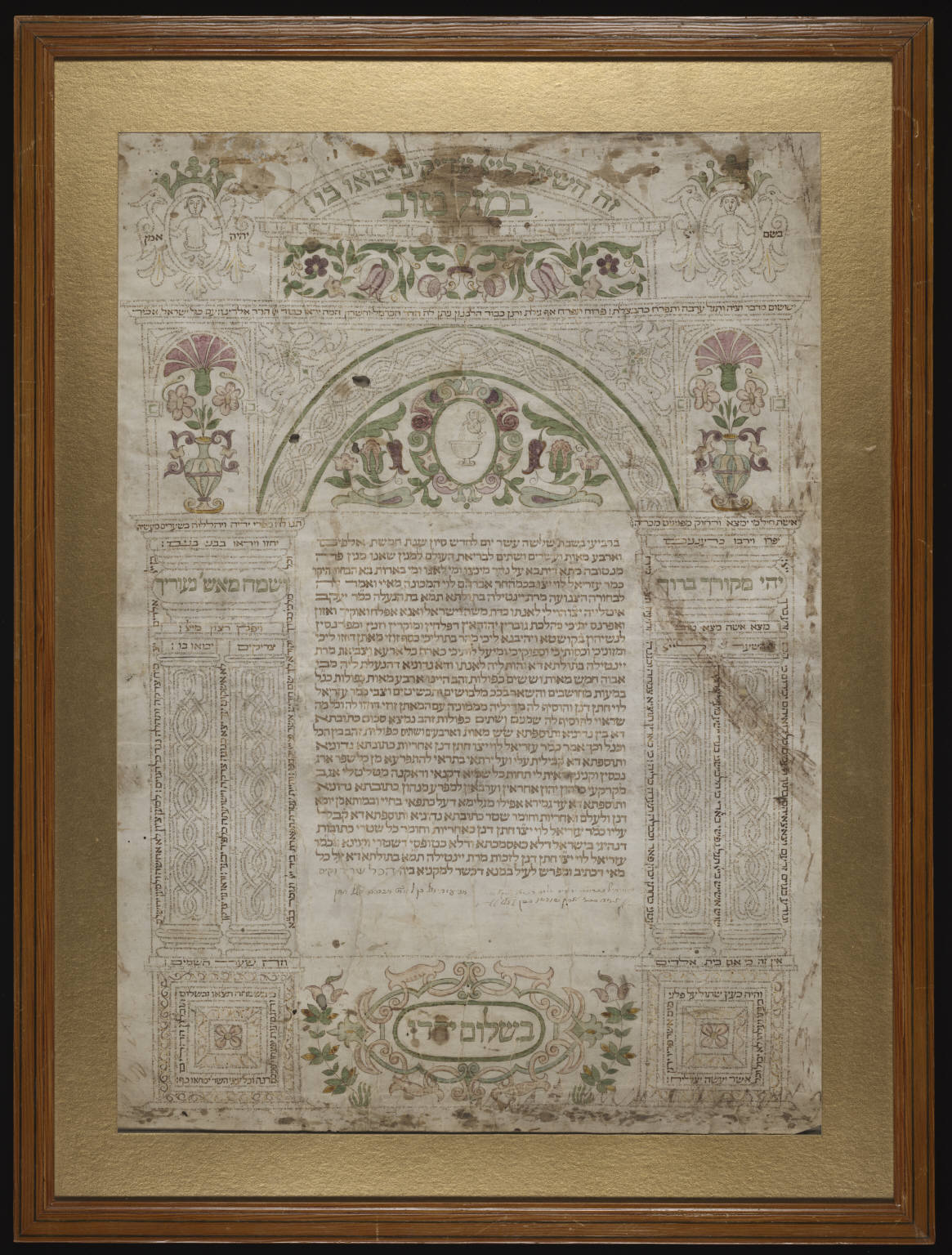
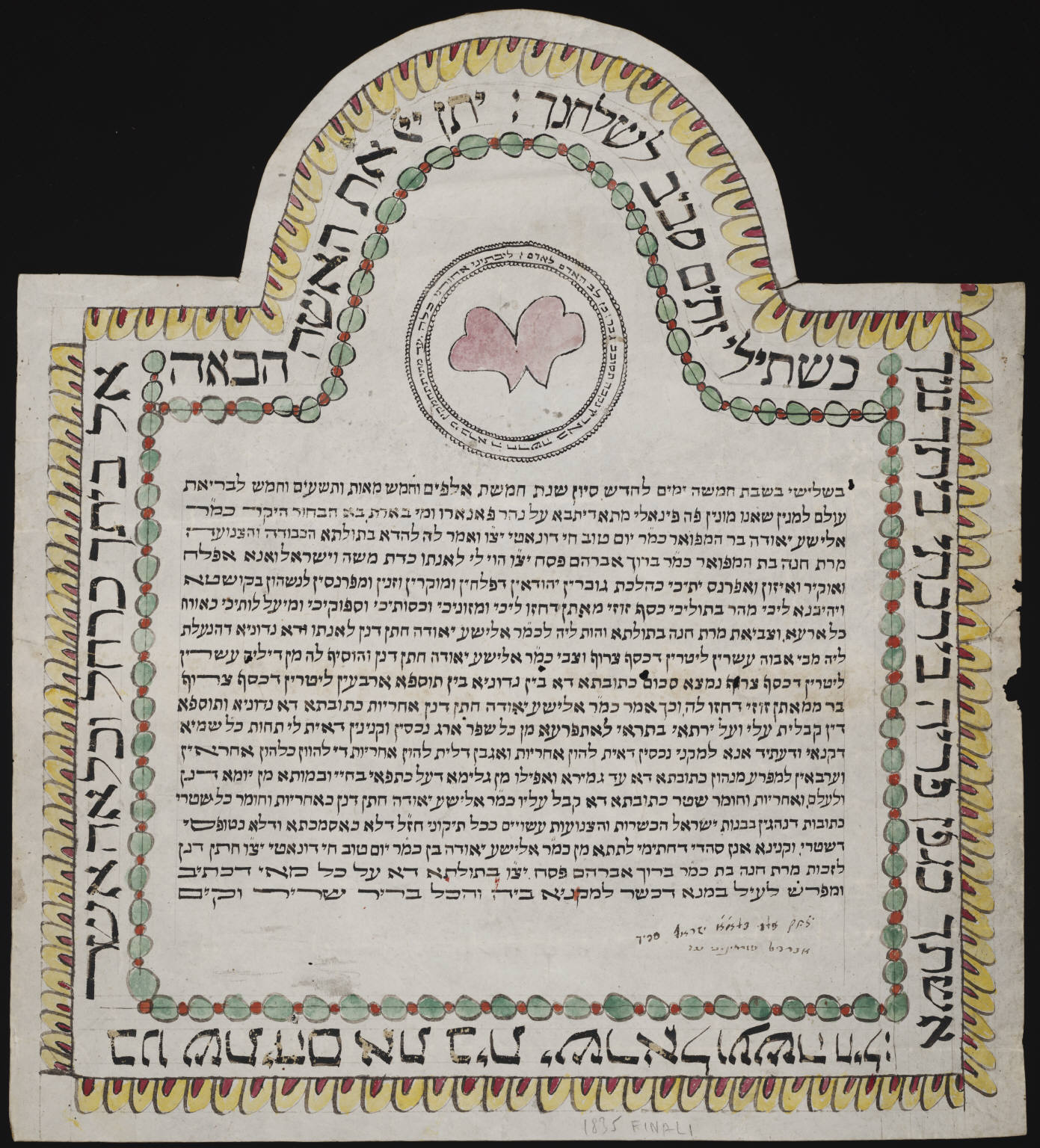
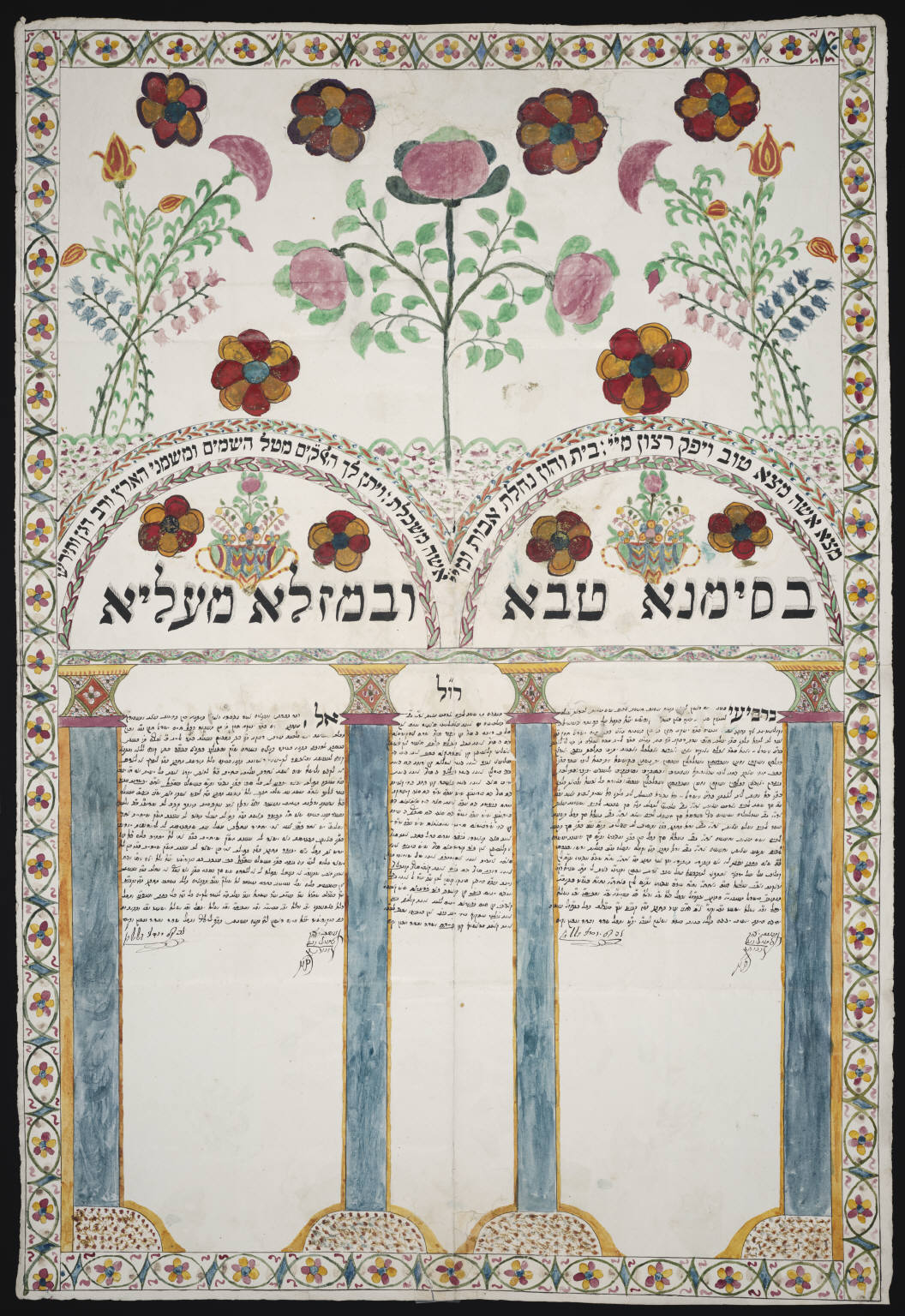
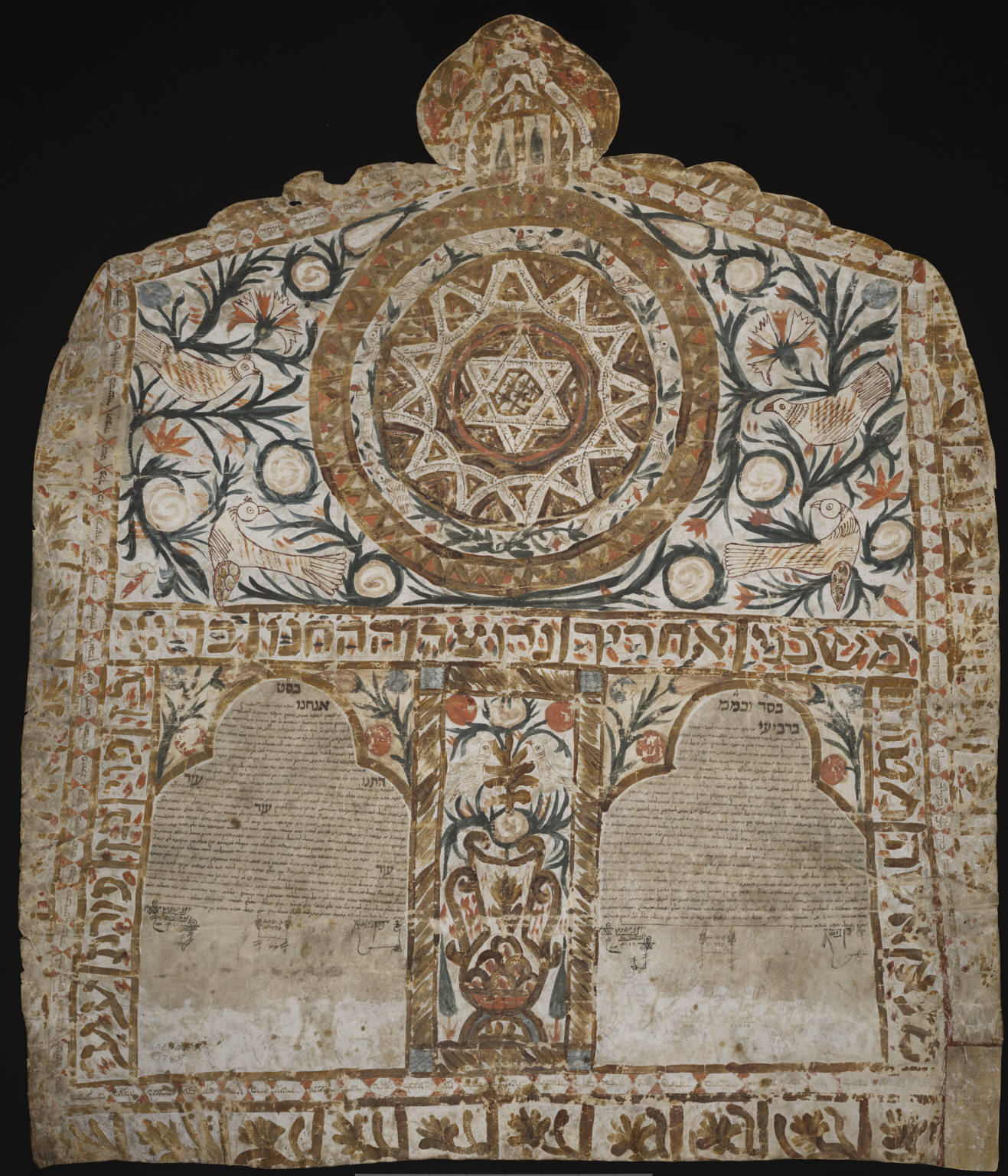
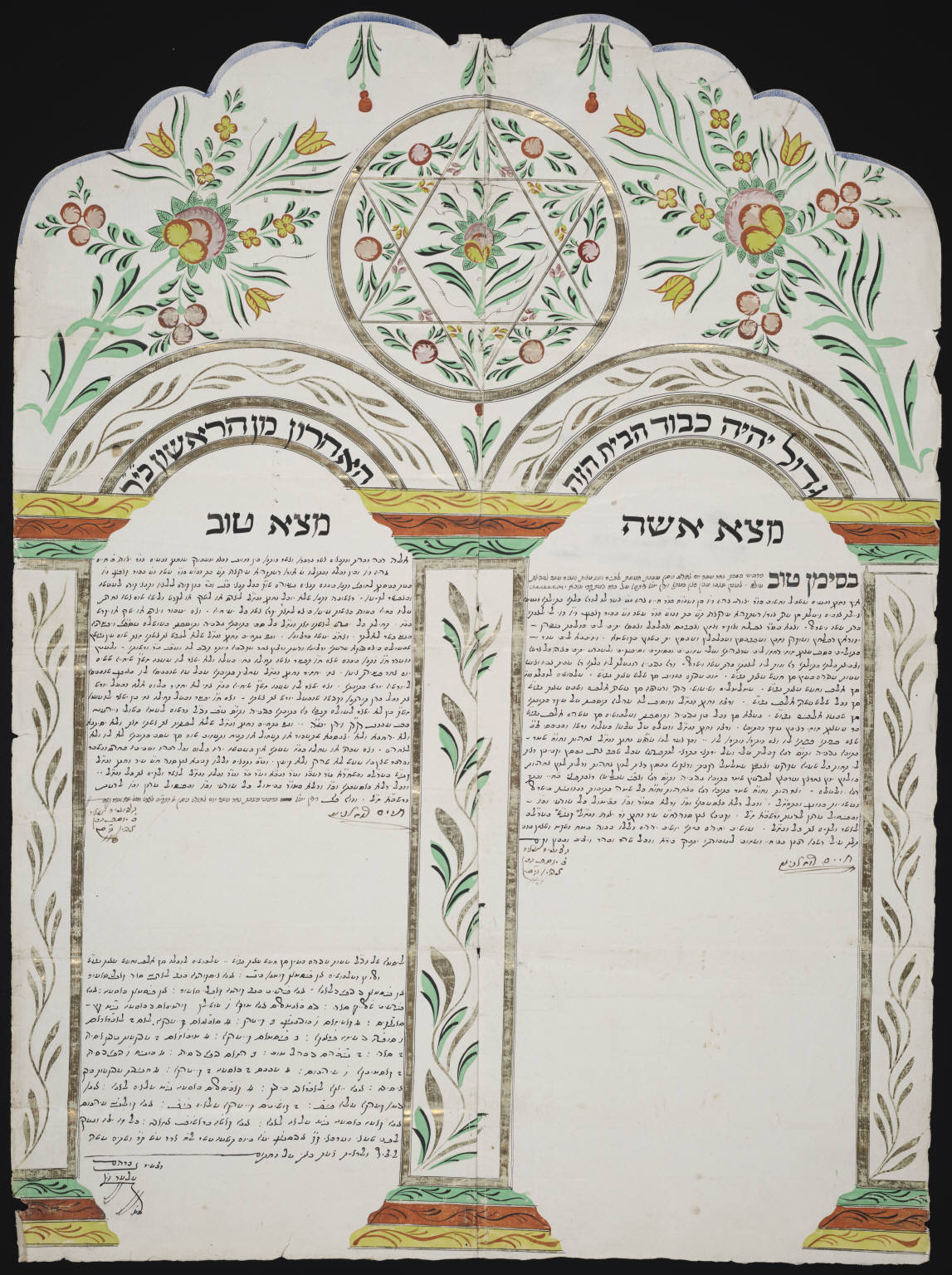
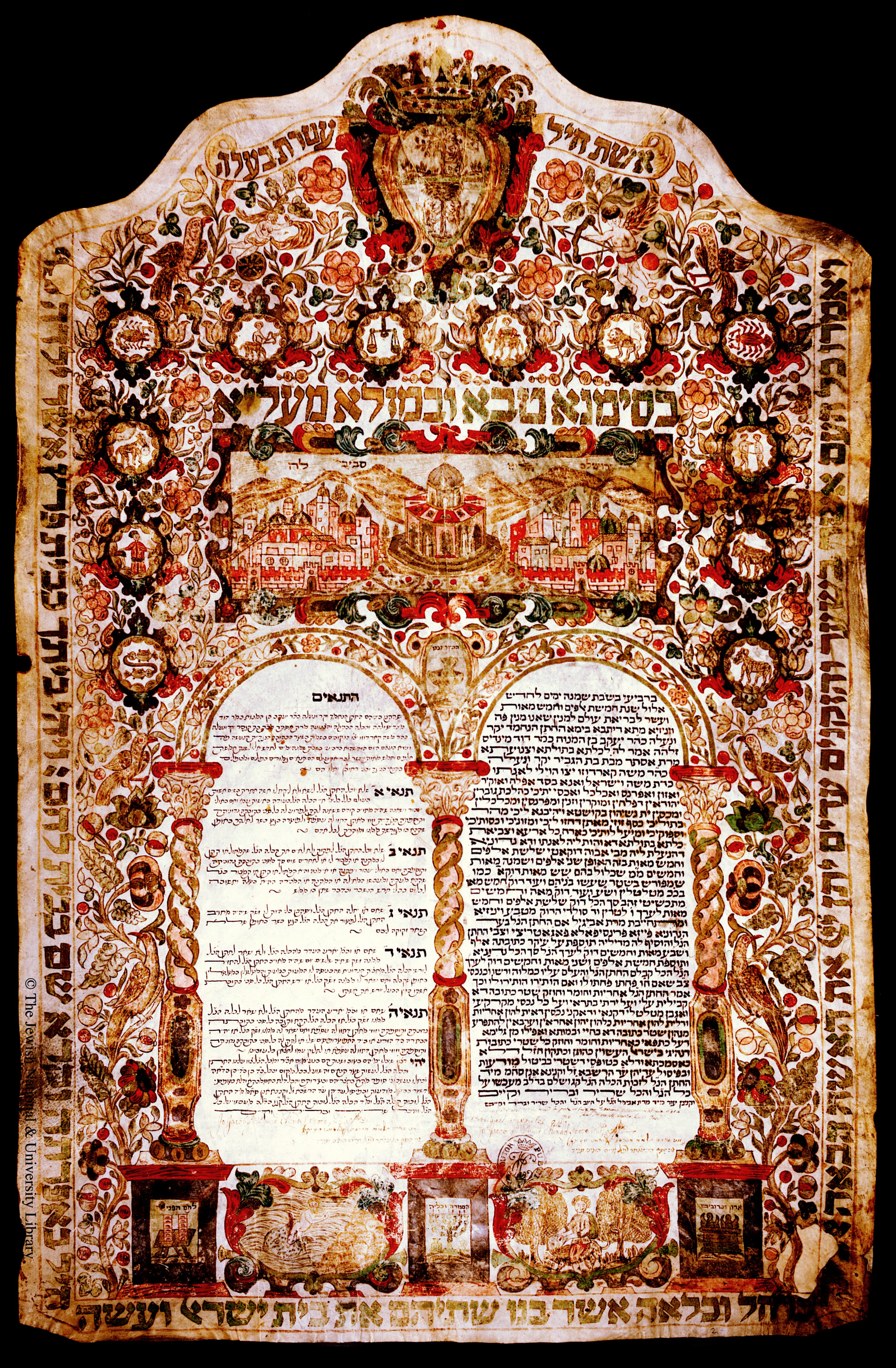